# A Cinderella Story: If the Shoe Fits
A Cinderella Story: If the Shoe Fits (conocida como La nueva Cenicienta: El papel de su vida en España, La nueva Cenicienta 4 en Hispanoamérica y La nueva Cenicienta: Si el zapato te queda en algunos países de Hispanoamérica) es una comedia romántica de 2016 basada en el personaje creado por Leigh Dunlap. Fue dirigida por Michelle Johnston y protagonizada por Sofia Carson, Thomas Law y Jennifer Tilly. La película fue estrenada el 2 de agosto de 2016 en DVD y distribuida por Warner Premiere.
Se trata de una secuela temática a la película de 2004 A Cinderella Story, la de 2008 Another Cinderella Story, y la de 2011 A Cinderella Story: Once Upon a Song de nuevo repitiendo los mismos temas y situaciones, pero no contiene ningún personaje de las películas anteriores.

## Argumento
Tessa Golding (Sofia Carson), se ve obligada a acompañar a su madrastra (Jennifer Tilly) y hermanastras (Amy Louise Wilson, Jazzara Jaslyn) a una competición de Cenicienta para trabajar como su asistente. En esta competición, Tessa se da cuenta de que tiene todo lo necesario para ser la próxima Cenicienta y, aunque al principio dudaba, ella decide que es hora de seguir a su corazón y hacer que sus sueños se hacen realidad, y se presenta en las audiciones.

## Reparto
| Actor             | Personaje                  | Notas                                              |
| ----------------- | -------------------------- | -------------------------------------------------- |
| Sofia Carson      | Tessa Golding / Bella Snow | El personaje de Cenicienta en la película          |
| Thomas Law        | Reed West                  | El personaje de Príncipe Azul en la película       |
| Jennifer Tilly    | Divine                     | El personaje de Madrastra en la película           |
| Amy Louise Wilson | Athena                     | El personaje de Hermanastra en la película         |
| Jazzara Jaslyn    | Olympia                    | El personaje de Hermanastra en la película         |
| Nicole Fortuin    | Georgie                    | Mejor amiga de Tessa, el personaje de Hada Madrina |
| David Ury         | Freddie Marks              | Representante de Reed                              |
| Chloe Perling     | Janet                      |                                                    |
| Ally White        | Bianca                     |                                                    |
| Ashley De Lange   | Harper                     |                                                    |

## Banda sonora
La banda sonora fue escrita por Antonina Armato, Tim James, Devrim Karaoglu, y Adam Schmalholz y fue producida por Rock Mafia. Fue lanzado por Warner Bros. Records. 

### Lista de canciones
| N.º | Título                                           | Duración |  |
| 1.  | «Full Throttle» (Sofia Carson)                   |          |  |
| 2.  | «Get Loose» (Thomas Law)                         |          |  |
| 3.  | «Stuck on the Outside» (Thomas Law)              |          |  |
| 4.  | «Do You» (Nicole Fortuin y Sofia Carson)         |          |  |
| 5.  | «Stick Up» (Chick Norris)                        |          |  |
| 6.  | «Reach for the Stars» (Love Kelli)               |          |  |
| 7.  | «Stuck on the Outside» (Sofia Carson)            |          |  |
| 8.  | «Game On» (C. J. Ryan)                           |          |  |
| 9.  | «Why Don't I» (Sofia Carson)                     |          |  |
| 10. | «If the Shoe Fits» (Thomas Law)                  |          |  |
| 11. | «Why Don't I (Duet)» (Sofia Carson y Thomas Law) |          |  |
| 12. | «Clap Your Hands» (Leo Soul)                     |          |  |

## Referencia a las secuelas anteriores
- Es la tercera película de la saga que inicia con un sueño de la protagonista cantando y bailando acompañada de bailarines.
- La protagonista mantiene en secreto su verdadera identidad por miedo a sus inseguridades.
- Se retoma la dinámica de las 2 hermanastras malvadas después de romperla en la tercera película (La Nueva Cenicienta: Había una vez una canción, hay una hermanastra mayor y un hermanastro menor).
- El protagonista masculino conoce a la Cenicienta tanto disfrazada como en el mundo real.
- Las hermanastras son torpes y no tienen talento.
- El príncipe siempre es una persona famosa o reconocida por todos.
- Hay un hada madrina que siempre ayuda a la Cenicienta.
- Todo termina en un final feliz.